# Майнор, Уильям Честер
Уильям Честер Майнор, также известный как W.C. Minor (англ. William Chester Minor; 22 июня 1834 — 26 марта 1920) — американский военный хирург и один из крупнейших собирателей цитат для Оксфордского словаря английского языка. Содержался в психиатрической клинике с 1872 по 1910 год после того, как убил Джорджа Мерретта.

## Биография

### Ранний период жизни
Майнор родился на острове Цейлон (ныне Шри-Ланка), сын миссионеров Конгрегационалистской Церкви из Новой Англии. У него было много единокровных братьев и сестёр, среди них Томас Т. Майнор, мэр Сиэтла, штат Вашингтон. В 14 лет был отправлен в Соединённые Штаты. Впоследствии учился в Йельской медицинской школе, получив высшее образование и специальность по сравнительной анатомии в 1863 году.

### Военная карьера
Майнор был принят Союзной армией в качестве хирурга и, возможно, участвовал в битве в Глуши в мае 1864 года, примечательной ужасными потерями, понесёнными обеими сторонами. Существует непроверенная история о том, что Майнору также было дано задание наказать ирландского солдата Армии Союза, пометив его лицо клеймом «D» за дезертирство, и что этот инцидент позже сыграл роль в бредовых галлюцинациях Майнора.
На самом деле Армия Союза не использовала порку или клеймение как наказание за какой-либо проступок, и эта история о том, что Майнор заклеймил дезертира, вероятно, носит апокрифический характер. Более того, маловероятно, что Майнор вообще принимал участие в Битве в Глуши 5-7 мая 1864 года. Согласно военным записям, Майнор находился в госпитале Найт, США, в Нью-Хейвене, и прибыл в госпиталь 2-й дивизии США в Александрии, штат Виргиния, лишь 17 мая 1864 года.
После окончания гражданской войны в США Майнор начал службу в Нью-Йорке. Он проявлял повышенный интерес к району красных фонарей города и посвящал большую часть своего свободного времени обществу проституток. К 1867 году его поведение привлекло внимание командования, и он был переведён на отдалённый пост в районе Флориды, известном как «ручка сковороды». К 1868 году его психическое состояние ухудшилось до такой степени, что он был помещён в госпиталь святой Елизаветы, сумасшедший дом (как тогда называли психиатрические больницы) в Вашингтоне, округ Колумбия. В течение восемнадцати месяцев улучшений в его состоянии зафиксировано не было.

### Переезд в Англию и осуждение за убийство

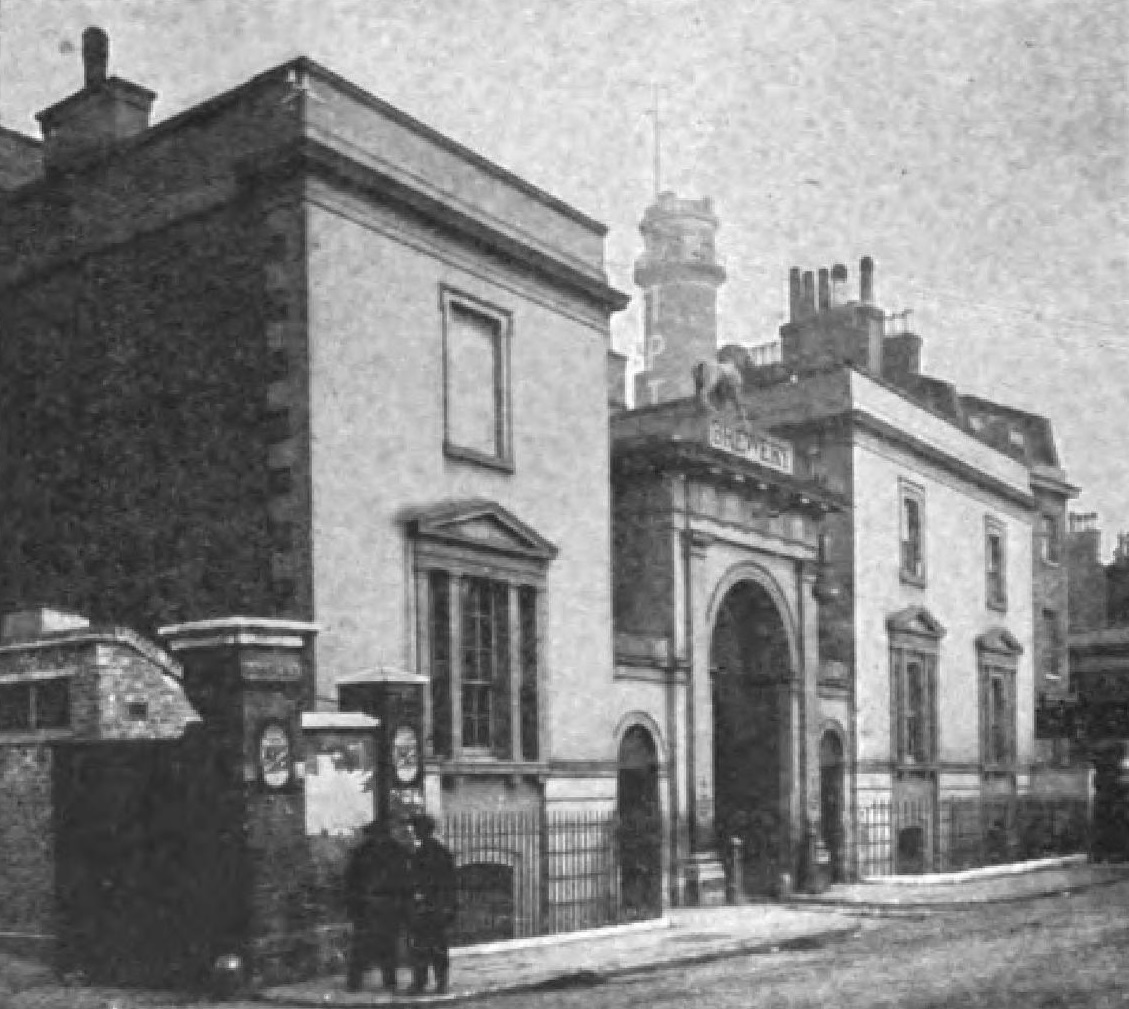
«Львиная пивоварня», где доктор Майнор стрелял в Джорджа Мерретта

В 1871 году он отправился в Лондон в надежде, что смена обстановки пойдёт ему на пользу. Майнор обосновался в трущобах Ламбета, где снова начал вести распутную жизнь. Преследуемый паранойей, он смертельно ранил человека по имени Джордж Мерретт, который, как считал Майнор, ворвался в его комнату 17 февраля 1872 года. Мерретт следовал на работу, чтобы содержать семью: беременную жену Элизу и шестерых детей. После досудебного периода, проведённого в лондонской тюрьме Horsemonger Lane Gaol, Майнор был признан невиновным по причине невменяемости и заключён в психиатрическую лечебницу Бродмур в деревне Кроуторн, Беркшир. Поскольку он был пенсионером армии США и не представлял опасности для окружающих, ему были предоставлены довольно вольготные условия проживания, и он мог, в частности, покупать и читать книги.

### СоавторОксфордского словаря английского языка
Вероятно, именно благодаря переписке с лондонскими книготорговцами Майнор узнал о призыве к добровольцам о помощи в составлении Оксфордского словаря английского языка (OED). Большую часть своей жизни Майнор посвятил именно этой работе. Он стал одним из самых эффективных волонтёров проекта, читая свою большую личную библиотеку антикварных книг и выбирая цитаты, иллюстрирующие использование определённых слов. Его часто навещала вдова убитого им человека, она снабжала его новыми книгами. Составители словаря публиковали списки слов, для которых просили прислать примеры использования. Майнор высылал их с возрастающей лёгкостью, поскольку списки росли. Спустя много лет редактор словаря Джеймс Мюррей узнал историю Майнора и посетил его в клинике в январе 1891 года. В 1899 году Мюррей сделал комплимент огромному вкладу Майнора в составление словаря, заявив, что «мы могли бы легко проиллюстрировать последние четыре столетия только им присланными цитатами».
Состояние Майнора тем временем ухудшалось, и в 1902 году из-за бредовой убеждённости, что по ночам его похищают из комнат и доставляют в такие отдалённые места, как Стамбул, где заставляют совершать сексуальные посягательства на детей, он отрезал себе половой член ножом, который использовал при работе над словарём. Его здоровье продолжало ухудшаться, и после того, как Мюррей выступил в его защиту, в 1910 году по распоряжению министра внутренних дел Уинстона Черчилля Майнор был освобождён. Он был депортирован обратно в Соединённые Штаты и проживал в госпитале святой Елизаветы, где ему был поставлен диагноз Dementia praecox («раннее слабоумие»). Майнор умер в 1920 году в Хартфорде, штат Коннектикут, после того как в 1919 году его перевели в приют для престарелых.

## В популярной культуре
Книга Саймона Винчестера «Хирург Кроуторна» (изданная в Америке под названием «Профессор и безумец») была опубликована в 1998 году и рассказывает о более поздней жизни Майнора и его вкладе в создание Оксфордского словаря английского языка. Права на экранизацию книги были куплены кинокомпанией Мела Гибсона Icon Productions в 1998 году. В августе 2016 года было объявлено, что Фархад Сафиния станет режиссёром киноадаптации под названием «Профессор и безумец», сам Гибсон выступит в роли Мюррея, а Шон Пенн — в роли Майнора. Фильм вышел в 2019 году (в российском прокате «Игры разумов»).
Жизнь Майнора была подробно показана в одном из эпизодов сериала «Drunk History». Его образ воплотил Боб Оденкерк.

### Другие источники
- Winchester, Simon (1998), The Surgeon of Crowthorne: A Tale of Murder, Insanity, and the Making of the love of words (1st ed.), UK, ISBN 978-0-14-027128-7, OCLC 42083202{{citation}}:  Википедия:Обслуживание CS1 (отсутствует издатель) (ссылка) (The Professor and the Madman: A Tale of Murder, Insanity, and the Making of the Oxford English Dictionary, New York: Harper Perennial, 26 августа 1998, ISBN 978-0-06-017596-2, OCLC 38425992).
- Aurandt, Paul. Paul Harvey's the Rest of the Story (англ.). — 1984. — ISBN 978-0-553-25962-9.